# Chocónattskärra
Chocónattskärra (Nyctiphrynus rosenbergi) är en fågel i familjen nattskärror.

## Utbredning
Chocónattskärran förekommer i västra Colombia (Chocó) och nordvästligaste Ecuador. Den behandlas som monotypisk, det vill säga att den inte delas in i några underarter.

## Status
Fågeln minskar i antal och beståndet uppskattas till endast mellan 10 000 och 20 000 vuxna individer. Utbredningsområdet är dock stort. IUCN kategoriserar arten som livskraftig.

## Namn
Chocó är ett område i nordvästra Colombia tillika ett departement. Fågelns vetenskapliga artnamn hedrar William Frederick Henry Rosenberg (1868-1957), brittisk samlare och handlare av specimen.